# Saint-Pierre-de-la-Fage
Saint-Pierre-de-la-Fage – miejscowość i gmina we Francji, w regionie Oksytania, w departamencie Hérault.
Według danych na rok 1990 gminę zamieszkiwało 76 osób, a gęstość zaludnienia wynosiła 4 osoby/km² (wśród 1545 gmin Langwedocji-Roussillon Saint-Pierre-de-la-Fage plasuje się na 825. miejscu pod względem liczby ludności, natomiast pod względem powierzchni na miejscu 409.).

## Populacja

Populacja Saint-Pierre-de-la-Fage w latach 1962-2008